# Histoire et Images médiévales
Histoire et Images médiévales est une revue publiée de 2005 à 2014, aux éditions Astrolabe (Groupe Rockson) puis aux éditions Real. Elle fait suite à la revue Histoire médiévale créée et dirigée par Yann Kervran de 1998 à 2004.
Elle est intégralement consacrée au Moyen Âge.
Elle est publiée en kiosque sous deux formes : des magazines bimestriels et des thématiques trimestriels, soit dix numéros par an.
Depuis la fin de la publication papier, Histoire et Images médiévales devient un magazine en ligne, premier consacré à la période médiévale.

## Ligne éditoriale
La revue a pour vocation de vulgariser les récents travaux de spécialistes (historiens, archéologues, conservateurs...) pour un public large. Ainsi, elle propose des articles consacrés à l'Histoire, l'archéologie, la muséographie ou la reconstitution médiévales.
Parallèlement au texte, elle cherche à mettre l'accent sur les aspects visuels de la période : enluminures, photographies de monuments ou d'objets, schémas, dessins... 
Depuis 2007, Astrolabe, sous l'impulsion d'Histoire et Images médiévales, s'est lancé dans la publication de livres.
- 2007 : Stéphane-William Gondoin, Les châteaux forts de Philippe Auguste, 65 p.
- 2008 : Frédéric Wittner, L'idéal chevaleresque face à la guerre, 212 p.

## Directeurs de la rédaction
- Catherine Lonchambon (2005-2010)
- Frédéric Wittner (2010-2014)